# Smith & Wesson SW99
SW99, який схожий на Walther P99, став результатом співпраці компаній Smith & Wesson та Walther. В SW99 було використано модифікований приймач, який поставляла компанія Walther з Німеччини. Smith & Wesson випускали затвор та ствол SW99 в США. Хоча існують деякі відмінності в конструкції, функціонально SW99 схожий на німецький аналог.

## Опис
Пістолет Smith & Wesson SW99 сучасна зброя з полімерною рамкою дуже схожий на пістолет Walther P99. SW99 має внутрішній ударник, замість класичного зовнішнього курка. Пістолет розроблено під набої 9×19 мм Парабелум, .40 S&W та .45 ACP. Пістолет не має ручного запобіжника; замість цього на задній верхній частині затвора розташовано кнопку зняття ударника з бойового зводу, який при активації переводить пістолет в режим подвійної дії. У кожному варіанті цей механізм відрізняється. SW99 має кілька автоматичних запобіжників, в тому числі індикатор зарядження на правій частині затвора, виступаючий, червоний індикатор зведення та кнопка скидання запобіжника. Як і P99, частина ударника не виступає над затвором до пострілу, оскільки він є частково зведеними. SW99 має повністю закриту камору, це зменшує ризик розриву гільзи та поранення стрільця.
Унікальне та ергономічне руків'я цього пістолету була розроблена відомим швейцарським конструктором руків'їв для спортивних пістолетів Чезаре Моріні. Як і P99, пістолет постачалися з трьома різними руків'ями, щоб пістолет підходив для рук різних форм та розмірів; це дозволяло стрільцям обирати комфортні та ефективні руків'я для зброї. Конструкційні відмінності P99 та SW99 можна побачити в рамці пістолету; руків'я та скоба спускового гачка мали різну форму. Затвор також дещо відрізняється, він має зубці в передній та задній частині, в той час як P99 мав лише зубці в задній частині. Найбільшою відмінністю між пістолетами є те, що SW99 випускали під набій .45 ACP, а P99 — ні.

## Варіанти

### SW99
Ця версія мала подвійну/одинарну дію; він мав такий самий УСМ "Anti-Stress", як і P99 AS.

### SW990
Варіант SW990 не мав кнопки безпечного зняття ударника з бойового зводу на відміну від інших моделей. Зброя мала лише подвійну дію, а УСМ мав такий же довгий важкий хід спускового гачка, як і SW99 в режимі подвійної дії, і скидається при кожному циклі. Цей пістолет можна порівняти з P99 DAO/P990.

### SW99 QA & SW990L
Пістолети SW99 QA та SW990L мали короткий та легкий хід спускового гачка. Дію УСМ можна порівняти з пістолетами Glock. На відміну від стандартного SW99, кнопка зняття ударника з бойового зводу в SW99 QA треба натискати лише перед розбиранням зброї. Пізніші моделі SW990L не мали кнопки зняття ударника з бойового зведення, але в іншому хід спускового гачка та скидання ударника в пістолетах SW99 QA та SW990L відносяться до типу Quick Action.

### SW99C
Компактна версія SW99.